# Švicarski narodni park
Švicarski narodni park (nemško Schweizerischer Nationalpark; francosko Parc National Suisse, italijansko Parco Nazionale Svizzero; retoromansko Parc Naziunal Svizzer) se nahaja v zahodnih Retijskih Alpah, v vzhodni Švici. Leži v kantonu Graubünden, med kraji Zernezu, S-chanf, Scuol in prelazom Fuorn v dolino Engadin na meji z Italijo.
Od leta 1979 je Unescov rezervat biosfere in ima danes 170,3 km² površine. Hkrati je največji naravni rezervat v državi. Vodi ga javnopravna fundacija s sedežem v Bernu. Sedež uprave je v Schloss Planta-Wildenberg v Zernezu. Ruedi Haller je direktor švicarskega narodnega parka od oktobra 2019.
Narodni park pokriva nadmorske višine od 1400 do 3174 m (Piz Pisoc), večina je na podalpskem nivoju. Tretjino območja parka pokriva gozd, 20 % Alpe in travniki, ostalo sestavljajo območja brez rastlinja: kamenje, melišča, sneg, led in voda. Planinski bor (Pinus mugo) je z 90 % prevladujoča drevesna vrsta, četrtino drevesne populacije sestavlja odmrl les - in trend narašča, saj lahko gnitje traja tudi več kot 100 let. Park je večinoma na engadinskem dolomitu in je zato precej suh. Letna povprečna temperatura je 0 ° C, letne padavine okoli 1140 mm, število sončnih ur v letu okoli 1900.

## Opis
Ustanovljen je bil 1. avgusta 1914, na državni praznik Švice. Bil je med prvimi narodnimi parki v Evropi.
V letu 2009 je bil edini narodni park v Švici, čeprav obstajajo načrti, da jih ustanovijo več. Ima površino 174,2 km² in je največje zaščiteno območje v državi.
V parku se ne sme hoditi izven označenih poti, kuriti ali spati zunaj Chamanna Cluozza; v parku so tudi planinske koče. Prav tako je prepovedano motiti živali ali nabirati rastline ali nositi iz parka. Psi niso dovoljeni, niti na vrvici. Zaradi teh strogih pravil je Švicarski narodni park edini park v Alpah, ki je kategoriziran pri IUCN kot strogi naravni rezervat, kar je najvišja raven zaščite.
Center za obiskovalce se nahaja v Zernezu. Cesta skozi park vodi preko prelaza Fuorn (ali Ofenpass) na Južno Tirolsko v Italiji.
Poleg Švicarskega narodnega parka ima Švica tudi šestnajst regionalnih naravnih parkov.

## Opazovanje narave
Da je v park zapusti pot prepovedano, ima med drugim za posledico, da se živali lahko približajo ljudem tudi v bližino. Kdor hodi tiho lahko sreča kozoroga, jelena, gamsa, svizce, srne, zajce, kuščarje, kače, žuželke in veliko ptic, morda celo brkatega sera, ki so ga ponovno uvedli v park leta 1991.
Ekosistem parka obsega skupno več tisoč živalskih in rastlinskih vrst, od neopaznih mikroorganizmov do rjavega medveda, ki so ga konec julija 2005, po 90 letih odsotnosti, spet zaznali v Švici. Zdi se da se je priselil iz Južne Tirolske iz narodnega parka. Kot migracijski gost je obravnavan kot del ekosistema in zato ni preganjan. Namesto tega so namestili informativne table s priporočili glede ravnanja v primeru srečanja z medvedom. Srečanje z volkovi ali risi, ki se pojavljajo občasno v parku, je precej verjetno. Velik del parka stoji na apnenčastih tleh, zato v večini področij prevladuje rastlinstvo, ki mu ustreza taka podlaga. Večina kamnin v parku – peščenjaki, apnenci in kremen - so kot dolomit, sedimentne kamnine. Magmatske kamnine, kot sta gnajs in amfibolit najdemo le na področju Macun.

## Raziskave
Zahvaljujoč znanstvenim raziskavam, je mogoče dokumentirati spremembe v nacionalnem parku na dolgi rok. Serija rezultatov raziskav Nationalpark-Forschung in der Schweiz o območju narodnega parka je objavljena od leta 1920. Do danes je izšlo že 90 publikacij. Geografski informacijski sistem (GIS) National Park je bil ustanovljen leta 1992 na pobudo odbora za raziskave in Inštituta za geografijo Univerze v Zürichu. Podatki se dopolnjujejo s sedanjimi stališči in obdelujejo v GIS. Dolgoročni postopki so lahko bolje dokumentirani in razumljeni. Poleg ohranjanja in raziskovanja, je bolj pomembna funkcija parka kot izobraževalne ustanove.
V centru za obiskovalce v Zernezu se dobi informacije o parku, si lahko ogleda na sprehodu svizca ali spozna posebne naravne pojave na območju parka. To so dinozavrove stopinje na Piz dal Diavel, v strugi potoka v dolini Val Sassa in soliflukcijo v Val dal Botsch. Od maja 2008 ima Narodni park nov center za obiskovalce v Zernezu s celovito stalno razstavo o naravi nacionalnih parkov.

## Pomembni vrhovi
- Piz Pisoc, 3173 m
- Piz Quattervals, 3165 m
- Piz da l'Acqua, 3126 m
- Piz Chaschauna, 3071 m

## Zgodovina
Na podlagi misli in dejanj Johanna Wilhelma Coaza, ki velja za enega od glavnih pionirjev ideje o nacionalnem parku, z začetkom v 20. stoletju, so se v Švici pojavili glasovi, ki so želeli zaustaviti postopno uničenje zadnjih divjih področjih države. Zvezni svet je imenoval komisijo, ki naj predlaga ustrezna področja, ki morajo biti čim bolj podobna prvotnemu stanju. Kmalu se je našla gorska regija v Graubündenu. Pod vodstvom baselskega zoologa Paula Sarasina s podporo članov švicarskega društva za naravoslovje, danes SCNAT, so leta 1908 v Val Cluoza našli želene lastnosti. Občina Zernez kot lastnik ni bila najbolj nagnjena h kmetijstvu. Leta 1913 je bil podpisan zakup doline za 99 let in začelo se je odpiranje parka. V tistem času je zajemal približno 79 kvadratnih kilometrov površine, ki so sedaj jedro območja: Val Cluozza, Ofenpass in Val Minger. Društvo za varstvo narave v Švici (SBN), ustanovljeno leta 1909, je nosilo prve stroške.
Pogodba iz leta 1913 je uredila zakupnine za občine s strani konfederacije, dolgoročno znanstveno študijo z Raziskovalno društvo narave in stroške nadzora in delovanja. Ko niso mogli več obvladovati stroškov, je zvezna vlada prevzela to nalogo, narodni park pa preoblikovan v fundacijo.
Leta 1959 je bila sprejeta nova različica zveznega odloka za narodni park. Od takrat teče pogodba za nedoločen čas, najemnina je bila revidirana in prepovedana napeljava zunanjih električnih vodov. Poleg tega je uporaba hidroenergije razen obstoječe prepovedana, reakcija na leta 1957 zgrajenega rezervoarja Spölkraftwerke na južnem robu parka, ki je vzela velik del naravnega toka. Leta 1961 je bila predzadnja širitev, "zaokroževanje" območja parka pa je potekalo leta 2000; najnovejši del je Karseen pri Macunu, visoka dolina severovzhodno od Zerneza na okoli 2600 m. Park je utrpel izgubo ozemlja leta 1936, ko najema v Val Tavrü ni bilo mogoče podaljšati. 
Že v prvih letih po zaščiti se je začel hiter porast rastlinskih in živalskih vrst, od leta 1914 do leta 1916 je bilo na območju parka veliko medvedov. Število obiskovalcev je bilo prvič okoli 250 na leto. Od leta 1920, ko so v parku uredili poti, se je obisk razširil. Do sedaj je na voljo 80 km poti, vključno dve planinskih poti.

## Pokrajina nacionalnega pomena
V skladu s 5. členom zveznega zakona o naravni in kulturni dediščini vodi Švica Zvezni inventar krajin in naravnih spomenikov.
Št. 1915, opis: Schweizerischer Nationalpark und Randgebiete, leto vključitve v popis: 1996, velikost: 29.249 ha - regija vključuje velik del skupine Sesvenna

### Težave v parku
Problemi parku so predvsem zaradi lege in še vedno relativno majhne velikosti. Park je bil do  poznih 1950-ih le za ljubitelje narave, od takrat pa se je število obiskovalcev povečalo, tako da je veliko živali bolj težko opazovati. Danes ni mogoče opaziti nobenega jelena in gamsa. V zelo suhem območju parka sledovi ljudi izginejo zelo počasi. Na mnogih nekdanjih planinah še danes najdemo tipično rastlinje. Sledi rudarstva in apnene peči počasi pokriva vegetacija, kot tudi stare goloseke. Tik pred odprtjem parka so ob napovedanem najemu, skupnosti tako nerazumno posekale lesno zalogo, da bi pogajanja skoraj ne uspela.
Pomemben problem predstavljajo požari. V bližini hotela Il Fuorn si še vedno vidi požarno opustošenje iz leta 1951, saj se enkrat uničena humusna plast obnavlja le zelo počasi. V okviru gradbenih del za izravnalni bazen na Ova Spin, je gozdni požar izbruhnil leta 1962, ki bi se lahko ustavil le s protipožarnimi pasovi, še deset dni so majhni požari ogrožali naravo.
Stalež gamsov ostaja skoraj nespremenjen, število jelenjadi pa se je bistveno povečalo, saj je park odprt. Škoda objedanja se pojavlja predvsem zaradi povečanega zimskega gojena mladic. Tudi divje živali vedno znova privlačijo divje lovce, ki izkoriščajo lokacijo parka v obmejnem območju med Švico, Avstrijo in Italijo, da bi se izognili preganjanju.